# Personal Jesus
Personal Jesus is een nummer van de Britse band Depeche Mode uit 1989. Het is de eerste single van hun zevende studioalbum Violator.
Het nummer haalde in veel landen (redelijk) hoge posities in de hitlijsten. In het Verenigd Koninkrijk haalde het nummer de 13e positie. In het Nederlandse taalgebied had het nummer echter weinig succes; in Nederland haalde het de 14e positie in de Tipparade, en de Vlaamse Radio 2 Top 30 werd niet eens gehaald.

## NPO Radio 2 Top 2000
| Nummer met noteringen in de NPO Radio 2 Top 2000 | '16  | '17  | '18  | '19 | '20 | '21 | '22 | '23 | '24 |
| ------------------------------------------------ | ---- | ---- | ---- | --- | --- | --- | --- | --- | --- |
| Personal Jesus                                   | 1052 | 1020 | 1146 | 925 | 866 | 926 | 868 | 873 | 801 |

1. ↑  Een vetgedrukt getal geeft de hoogste notering aan.
2. ↑  2016 was het eerste jaar met een notering voor dit nummer.